# دوروثي هيل (ممثلة)
دوروثي هيل (بالإنجليزية: Dorothy Hale)‏ هي نجمة اجتماعية وممثلة أمريكية، ولدت في 11 يناير 1905 ببيتسبرغ في الولايات المتحدة، وتوفيت في 21 أكتوبر 1938 بنيويورك في الولايات المتحدة بسبب سقوط.

## وصلات خارجية
- دوروثي هيل على موقع IMDb (الإنجليزية)
- دوروثي هيل على موقع قاعدة بيانات الفيلم (الإنجليزية)
- دوروثي هيل على موقع كينوبويسك (الروسية)